# Saint-Brice (Orne)
Saint-Brice é uma comuna francesa na região administrativa da Normandia, no departamento de Orne. Estende-se por uma área de 4,58 km². Em 2010 a comuna tinha 154 habitantes (densidade: 33,6 hab./km²).